# Río Orthon
Der Río Orthon ist ein Fluss im nördlichen Tiefland von Bolivien, der sich durch den Zusammenfluss von Río Tahuamanu (Hauptquellfluss) und Río Manuripi bei der Landstadt Puerto Rico bildet und zum Flusssystem des Amazonas gehört. Sein Einzugsbereich umfasst 33.725 km², davon 19.516 km² in Bolivien.

## Verlauf
Der Río Orthon hat seinen Ursprung am Nordrand des nationalen Schutzgebietes "Reserva Nacional La Vida Silvestre Amazónica Manuripi" in der Provinz Manuripi und bildet die Grenze zu der weiter nördlich angrenzenden Provinz Abuná im Departamento Pando Boliviens. Ab dem Zusammenfluss von Tahuamanu und Manuripi verläuft der Fluss in östlicher Richtung und mündet nach 410 km in den Río Beni, der nach dem Zusammenfluss mit dem Río Mamoré als Rio Madeira den Amazonas erreicht. Río Tahuamanu und Río Orthon haben eine Gesamtlänge von 1310 km.
Auf Grund seines geringen Gefälles von nur knapp 50 Metern auf 410 km mäandriert der Fluss sehr stark und verändert so immer wieder seinen Verlauf und seine Länge, vor allem dann wenn sich zwei benachbarte Schlingen berühren, das Wasser die entstandene Abkürzung nimmt und so Altwasser zurückbleiben, die mit der Zeit verlanden. Da der Fluss in seinem gesamten Verlauf durch tropischen Regenwald verläuft und verkehrsmäßig bisher wenig erschlossen ist, ist sein Einzugsgebiet weitgehend menschenleer. Verkehrsweg zur Erschließung der Region entlang des Flusslaufs ist allein der Wasserweg, Straßenverbindungen existieren nur am Zusammenfluss bei Puerto Rico und weiter den Río Madre de Dios flussabwärts.

## Geschichte
Der Fluss wurde außer bei der ortsansässigen Bevölkerung erst im Jahr 1880 durch den Nordamerikaner Edwin Heath bekannt, der ihm dem Namen seines Kollegen und Landsmannes James Orthon gab. Bei den einheimischen Völkern war der Fluss unter dem Namen "Datimanu" bekannt und als „Fluss der Petas“, einer dort vorkommenden aquatischen Schildkröte.